# Yoseñio V. Lewis
Yoseñio V. Lewis, né en 1960 aux États-Unis, est un militant pour les droits des personnes transgenres.

## Militantisme
Yoseñio V. Lewis naît en 1960 aux États-Unis. En 1998, Jamison Green le qualifie d'« étoile montante » parmi les hommes trans militants, le plaçant à l'avant-garde de la visibilité et de l'action politique pour les hommes trans.
En tant qu'activiste pour les soins des personnes trans, il a siégé au conseil consultatif national du Centre d'excellence pour la santé des personnes transgenres. Il est l'une des personnes à l'origine du collectif Our trans Bodies Ourselves (OTBOT) qui organise des discussions sur la santé des personnes trans de leur propre point de vue, sur le modèle de Our Bodies, Ourselves. 
En 2013, il est mentionné dans la première liste Trans 100 pour son travail de sensibilisation à la santé. Il est notamment enseignant auprès de patients trans à l'université de Californie et à l'université Stanford.
Lewis a siégé aux conseils d'administration de la Woodhull Freedom Foundation (en), d'Unid@s et du National LGBTQ Task Force,.
Selon Lee Harrington, il fait partie des personnes FtM ayant reçu une couverture médiatique.

## Art
Il est membre fondateur de The TransAms, un quatuor de Barbershop composé de personnes trans. Il a été représenté dans des documentaires tels que Trappings of transhood (1997), Transgender revolution (1998), The Croyants (2006) et Diagnosing difference (2009),,,,,. Le documentaire Diagnosing difference met en scène la perspective de personnalités militantes transgenres sur la classification du DSM de trouble de l'identité de genre et ses conséquences sur la vie réelle des protagonistes.
Il est également poète. Son poème I wish i looked like Matthew Shepard met en évidence les ironies tragiques et les aspects raciaux et socio-économiques des crimes anti-LGBT.
Lewis considère son art et son activisme comme interconnectés, affirmant qu'« il ne peut y avoir d'art sans activisme et pas d'activisme sans art ».

## Publications
- (en-US) Shanna K. Kattari, Social work and health care practice with transgender and nonbinary individuals and communities : voices for equity, inclusion, and resilience, 2021 (ISBN 978-0-429-44317-6, 0-429-44317-X et 978-0-429-81129-6, OCLC 1156424379, lire en ligne), « Place, joy and self in non-binary justice ».
- (en-US) Human Rights Commission of San Francisco (San Francisco Calif.), Patrick Letellier et Yosenio V. Lewis, Economic Empowerment for Lesbian, Gay, Bisexual and Transgender People: A Report, San Francisco Human Rights Commission, 2000 (lire en ligne).